# Burg Engelsberg
Die Burg Engelsberg, auch als Engelsberk, Sehrad, Sehradice, Tetov und Vala bezeichnet, befand sich oberhalb der Ortschaft Horní Lhota auf dem Komonetzkamm der Vizovická vrchovina in Tschechien.

## Geographie
Die Reste der Höhenburg befinden sich einen Kilometer nördlich von Horní Lhota im Komonetzwald rechtsseitig über dem Tal des Baches Olše auf dem Sehrad (551 m) an einem schroffen Felssporn. Gegen Osten erhebt sich die Homole (536 m), südwestlich der Komonec (672 m), im Westen die Hvězda (655 m) und nordwestlich der Slavický kopec (621 m). Umliegende Ortschaften sind Zádveřice im Norden, Vizovice im Nordosten, Loučka im Osten, Slopné und Sehradice im Südosten, Horní Lhota im Süden, Podhradí im Südwesten sowie Provodov im Westen.

## Geschichte
Die Burg Engelsberg wurde letzten Drittel des 13. Jahrhunderts durch den Olmützer Bischof Bruno von Schauenburg zum Schutz des Gaues Slavičín gegen Einfälle der Ungarn und Tataren angelegt. Erste Besitzer des Mannslehns waren die Herren von Engelsberg. Nachdem Engelsberg wahrscheinlich zu Beginn des 14. Jahrhunderts von ungarischen Aufständischen eingenommen worden war, wurde die Befestigung auf dem Kamm ausgebaut, und Engelsberg bildete zusammen mit den Burgen Světlov und Rýsov ein Glied in einer Reihe von Wachtburgen. Unter den bischöflichen Lehnsmannen Ješek und Stašek fand in der Mitte des 14. Jahrhunderts erstmals der tschechische Name Sehradice Verwendung. 
Weitere Besitzer waren am Übergang vom 14. zum 15. Jahrhundert die Herren von Cimburg. Während der Hussitenkriege waren die Besitzer Miroslav und Jan Balšan von Cimburg als Raubritter berüchtigt. 1440 wurde der im Dienste des ungarischen Ritters Pankraz von Svätý Mikuláš stehende Söldnerhauptmann Petr Nebojsa mit Engelsberg / Sehradice belehnt. Wenig später nahm Pankraz von Svätý Mikuláš das Lehn selbst in Besitz. Die Burgen Engelsberg und Světlov dienten ihm als Ausgangspunkt für Raubzüge. Nachdem der Raubritter zu einer Landplage geworden war, kauften die mährischen Stände 1449 beide Burgen auf und veräußerten sie an Burian von Vlčnov und Zich von Lipina. Letzterer verstarb bald darauf, und mit bischöflicher Zustimmung erbte Burians Sohn Jiřík von Vlčnov dessen Besitz. Das Lehn Engelsberg umfasste zu dieser Zeit die Dörfer Sehradice, Nevšová, Horní Lhota, Dolní Lhota, Rudimov, Krátká und Vasily. Während der Machtkämpfe zwischen Georg von Podiebrad und Matthias Corvinus wurden die Burgen Světlov und Engelsberg zerstört. Im Jahre 1474 verkaufte Jiřík von Vlčnov das Lehn Engelsberg und die Allodialherrschaft Světlov an Ctibor von Landstein. Als neuen Herrschaftssitz ließ Ctibor zwischen 1480 und 1500 bei Bojkovice die Burg Nový Světlov errichten. Das Zentrum des Lehns bildete nach der Zerstörung der Burg Engelsberg der Hof Vasilsko, nach dem es fortan als Lehngut Vasilsko bezeichnet wurde. Im Jahre 1518 wurde Engelsberg / Sehradice erstmals als wüst bezeichnet. Nachfolgend begann die Abtragung der wüsten Burgen Starý Světlov und Engelsberg als Baumaterial.
Im Jahre 1563 erwarb Friedrich Tettauer von Tettau mit der Herrschaft Světlov auch die wüste Burg Engelsberg. In der über drei Generationen andauernden Herrschaft der Tettauer bildete sich aus nicht nachvollziehbaren Gründen der volkstümliche Name Tetov für die wüste Burg heraus. Im 18. Jahrhundert gerieten der ursprüngliche Name Engelsberg, wie auch der spätere tschechische Sehradice völlig in Vergessenheit, und ihre Reste wurden als Vala bezeichnet. Dies führte dazu, dass der Standort der Burg Engelsberg bis ins 20. Jahrhundert bei Slavičín oder Sehradice vermutet wurde. Im Jahre 1928 konnte der Burgenforscher František Ignác Červinka Vala mit Engelsberg identifizieren und die Reste der Burg ausführlich beschreiben.

## Bauliche Anlagen
Engelsberg war eine mächtige doppelte Burganlage, deren beide Teile mittels einer über einen tiefen Abschnittsgraben führenden Brücke verbunden waren. Von Osten und Süden war die zusätzlich durch weitere Befestigungsanlagen geschützte Burg unzugänglich. Zum Verteidigungssystem gehörte auch ein neben der Burg gelegener Teich.
Erhalten sind Gräben und Wälle der Vorburg sowie Teile der Grundmauern und ein Schutthügel anstelle des Burgfriedes. Der zur Befestigung gehörige Teich ist ebenfalls erhalten.